# Ottokar Lorenz
Ottokar Lorenz (Jihlava, 17 settembre 1832 – Jena, 13 maggio 1904) è stato un genealogista e storico tedesco.

## Biografia
Era il padre del chimico Richard Lorenz (1863-1929). Studiò filologia, storia e filosofia a Vienna, dove ebbe come insegnanti Hermann Bonitz, Joseph Aschbach e Albert Jäger. Dal 1861 al 1885, Lorenz era professore di storia presso l'Università di Vienna, successivamente nominato rettore nel 1880. Inoltre era professore presso l'Università di Jena.

## Opere principali
Era un fondatore della moderna "genealogia scientifica". Alcuni dei suoi migliori scritti sono i seguenti:
- Deutsche Geschichte im 13. und 14. Jahrhundert, 2 volumi (1863–67).
- Deutschlands Geschichtsquellen im Mittelalter seit der Mitte des 13. Jahrhunderts [German history from the middle of the 13th Century]., 2 volumi, 1886–87.[2]
- Geschichte des Elsasses; con Wilhelm Scherer, 3ª edizione 1886.[3]
- Genealogisches Handbuch der europäischen Staatengeschichte, (1892).
- Lehrbuch der wissenschaftlichen Genealogie, (1898).